# Alexander Doman
Plk. Alexander Doman (do 17. dubna 1945 Alexander Deutelbaum, 2. února 1914 Nové Mesto nad Váhom – 29. října 1996 Zvolen) byl slovenský důstojník, příslušník československé zahraniční armády a účastník Slovenského národního povstání.

## Život

### Před druhou světovou válkou
Alexander Deutelbaum se narodil 2. února 1914 v Novém Mestě nad Váhom v židovské rodině Jozefa Deutelbauma a Esty rozené Spitzerové. Matka mu zemřela ve čtyřech letech. Mezi lety 1925 a 1934 studoval na osmiletém reformovaném reálném gymnáziu ve Zvoleně. Následně se přihlásil ke studiu na Lékařské fakultě Univerzity Karlovy v Praze, ale z finančních důvodů jej nedokončil. Mezi lety 1936 a 1937 pracoval jako úředník na okresním úřadu v Šahách. Vojenskou prezenční službu nastoupil v říjnu 1937 a v rámci ní vystudoval školu důstojníků v záloze. Sloužil v Šahách, absolvoval zpravodajský kurz, všeobecnou mobilizaci v roce 1938 strávil v řadách hraničářského praporu 28. Dosáhl hodnosti četaře aspiranta.

### Druhá světová válka
Po rozpadu Československa v březnu 1939 přešel Alexander Deutelbaum do nově vzniklé slovenské armády načež sloužil u pěšího pluku ve Zvoleně. V červnu 1939 byl kvůli židovskému původu degradován a umístěn do pracovního tábora Oremov Laz - Lešť. Dne 15. ledna 1940 dezertoval, opustil Slovensko a přes Maďarsko, Jugoslávii, Řecko, Turecko, Sýrii, Egypt, Alžírsko a Maroko se dostal do Francie. V březnu 1940 se v Agde přihlásil do československé zahraniční armády. Během bojů o Francii se zúčastnil ústupových bojů, po jejím pádu se přes Gibraltar evakuoval do Velké Británie. Zde musel nejprve doléčit zraněnou nohu, poté si různými kurzy zvyšoval kvalifikaci. V červenci 1944 byl již v hodnosti poručíka odeslán přes střední východ do Sovětského svazu, kde byl zařazen do 2. československé paradesantní brigády v SSSR na post velitele střelecké roty. Zúčastnil se Karpatsko-dukelské operace, během které byl raněn. Dne 6. října 1944 byl vyslán na pomoc Slovenskému národnímu povstání, přistál na letišti Tri Duby a zúčastnil se obranných bojů na jižních a východních přístupech k Banské Bystrici. Po pádu povstání přešel na partyzánský způsob boje. Ke spojení jeho skupiny s Rudou armádou došlo 19. února 1945 u Brezna. Konec války jej zastihl v hodnosti nadporučíka na postu přednosty zpravodajského oddělení v Banské Bystrici, kde působil až do července 1945.

### Po druhé světové válce
V závěru roku 1945 sloužil Alexander Doman jako zástupce pro věci slovenské generála Bohuslava Ečera a tím pádem členem československé komise pro potrestání válečných zločinů. Mezi lety 1946 a 1947 působil jako asistent vojenského a leteckého atašé v Londýně Jaroslava Plasse, od října 1947 do května 1948 byl přidělen ke školnímu a výcvikovému oddílu Ministerstva národní obrany, následně působil na velitelských funkcích v Banské Bystrici a Nitře. Dne 1. listopadu 1949 byl nucen odejít na dovolenou a 1. května 1950 byl přeložen do výslužby. Pracoval jako podnikový úředník ve Zvoleně. V lednu 1953 byl z práce vyhozen, on i jeho žena byli předvoláváni k výslechům, probíhali u nich domovní prohlídky. Situace se začala pomalu zlepšovat od roku 1955, v roce 1969 byl Alexander Doman rehabilitován a povýšen na podplukovníka v záloze. V roce 1994 byl povýšen na plukovníka. Zemřel 29. října 1996 ve Zvoleně, pohřben je ve Sliači.

## Rodina
Alexander Doman měl tři sourozence: sestru Ellu a bratry Arnolda a Dezidera. Všichni zahynuli v roce 1942 kvůli svému židovskému původu. Matka zemřela Alexandru Domanovi ve čtyřech letech, otec se podruhé oženil a s druhou ženou přivedli na svět Alexandrova nevlastního bratra Eugena. Otec zemřel v roce 1939. Alexander Doman se oženil s britskou občankou Ailsou Rosemary May Cousins, která s ním po druhé světové válce přišla do Československa. Ač diplomovaná lékárnice musela v době komunistického pronásledování rodiny pracovat v komunálním podniku. Je nositelkou Řádu britského impéria. Manželé měli dva syny: Jána a Roberta.

## Vyznamenání
- 1944 Pamětní medaile československé armády v zahraničí
- 1945 Československá medaile Za chrabrost před nepřítelem
- 1945 Československá medaile za zásluhy II. stupně
- 1945 Československý válečný kříž 1939
- 1946 Řád Slovenského národního povstání I. třídy
- Medaile za vítězství nad Německem ve Velké vlastenecké válce 1941–1945
- Partyzánská medaile
- 1991 Řád vlastenecké války